# استان یالوا
یالوا (به ترکی استانبولی: Yalova) نام یکی از ۸۱ استان ترکیه است که مرکز آن هم شهری به نام یالوا است.
- چیفتلیک‌کوی
- چنارجیک
- آلتینوا
- یالوا

## نگارخانه

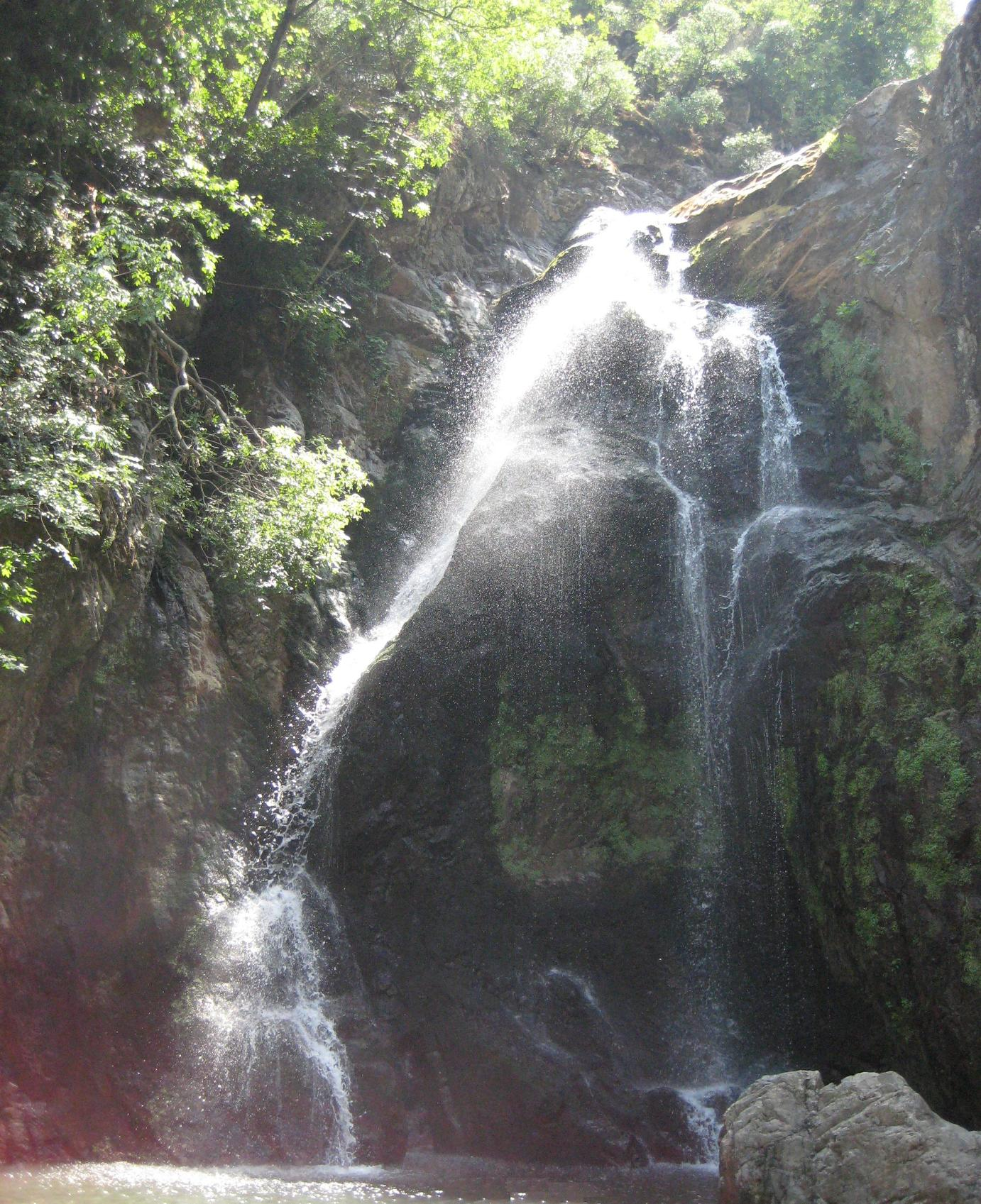
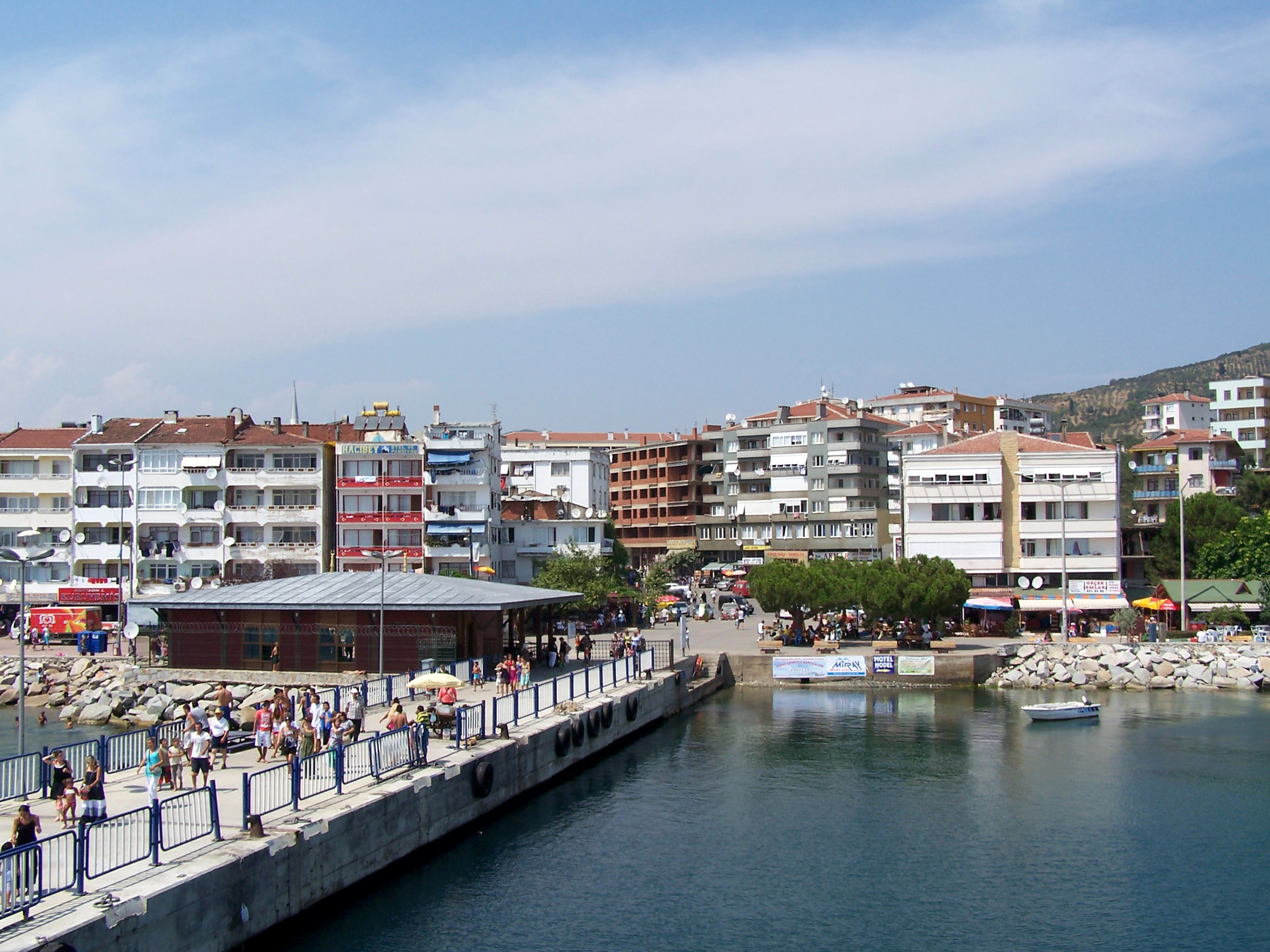
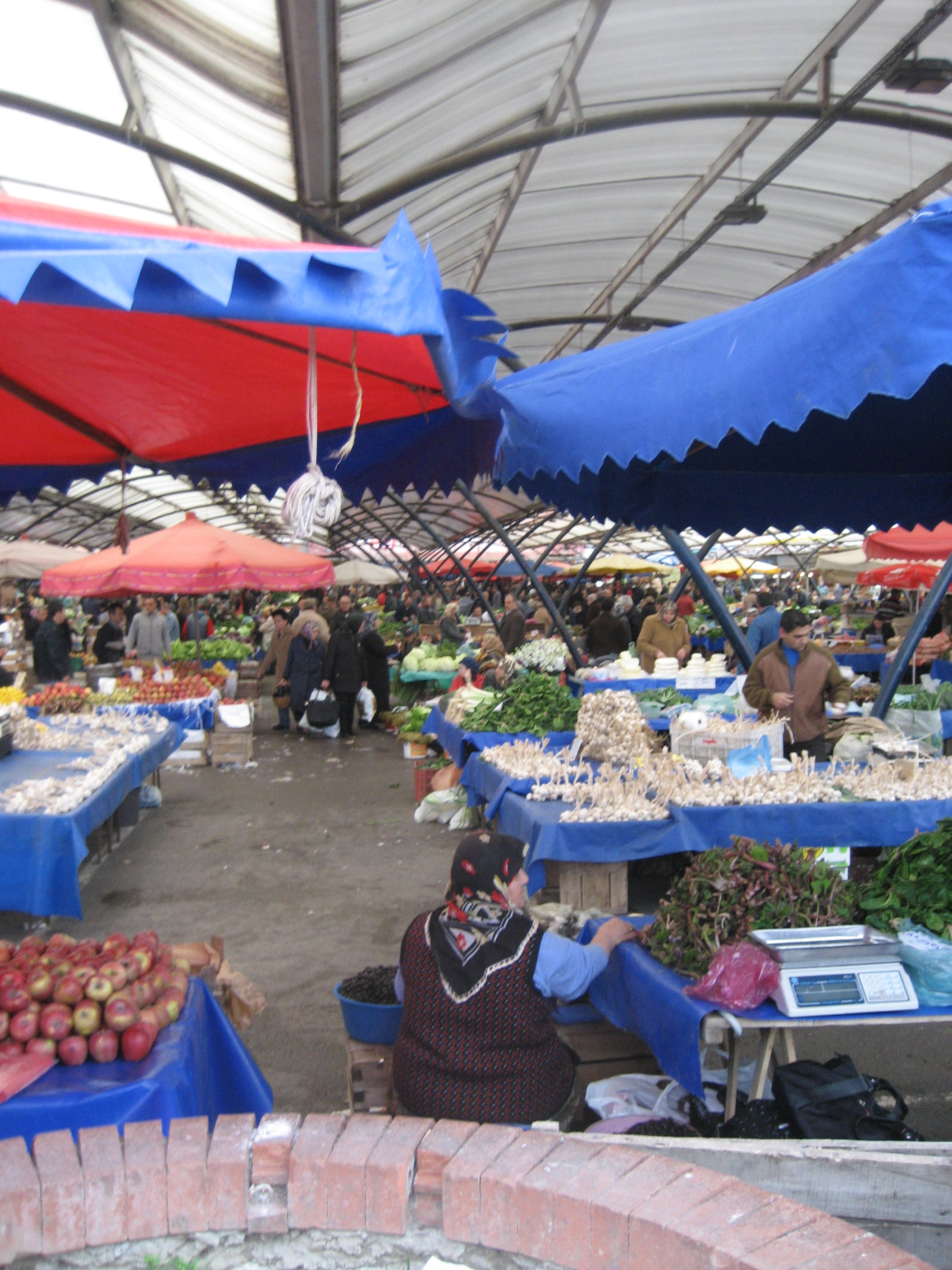

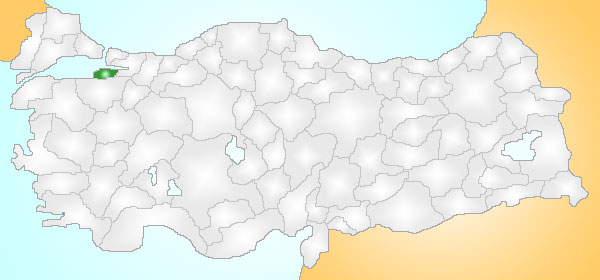
محل استان یالووا در نقشه ترکیه